# Maria van Nassau-Siegen (1418-1472)
Maria van Nassau-Siegen (2 februari 1418 – 11 oktober 1472), Duits: Maria von Nassau-Siegen (officiële titels: Maria Gräfin zu Nassau, Vianden und Diez, Frau zu Breda), was een gravin uit het Huis Nassau-Siegen en door huwelijk gravin van Nassau-Wiesbaden-Idstein. Van haar kinderen werden twee zoons graaf van Nassau-Wiesbaden respectievelijk Nassau-Idstein, twee zoons hoge geestelijken, en twee dochters abdis van Klooster Klarenthal bij Wiesbaden.

## Biografie
Maria was de tweede dochter en vijfde kind van graaf Engelbrecht I van Nassau-Siegen en Johanna van Polanen, dochter van heer Jan III van Polanen en Odilia van Salm.

### Huwelijk en kinderen
Maria werd op 6 januari 1428 verloofd en huwde te Breda op 17 juni 1437 met graaf Johan van Nassau-Wiesbaden-Idstein (1419 – 9 mei 1480). Johan was in 1426 zijn vader Adolf II opgevolgd als graaf van Nassau-Wiesbaden-Idstein. Maria en Johan stamden beide af van Hendrik II van Nassau, Maria via diens zoon Otto I van Nassau en Johan via diens zoon Walram II van Nassau. Hendrik II was Maria's oudgrootvader en Johans oudovergrootvader.
Uit dit huwelijk werden de volgende kinderen geboren:
1. Maria (1438 – 14 januari 1480), huwde op 25 mei 1455 met graaf Lodewijk II van Isenburg-Büdingen (1422 – Büdingen, 4 juni 1511).
2. Johan (1439 – 27 februari 1482), was geestelijke.
3. Margaretha († 27 mei 1486), was van Klooster Klarenthal bij Wiesbaden.[noot 2]
4. Anna (1442 – 1 maart 1480, begraven te Hungen), huwde te Mainz op 1 januari 1464 met graaf Otto II van Solms-Braunfels (22 november 1426 – 29 juni 1504, begraven in Klooster Altenberg bij Wetzlar).
5. Adolf III (10 november 1443 – Wiesbaden, 6 juli 1511), volgde zijn vader op als graaf van Nassau-Wiesbaden.
6. Bertha (1446 – 12 april ....), was abdis van Klooster Klarenthal bij Wiesbaden.
7. Engelbrecht (1448 – Mainz, 7 april 1508), was geestelijke.
8. Filips (1450 – 16 juni 1509), volgde zijn vader op als graaf van Nassau-Idstein.
9. Anna († 2 juni ....), was non in Klooster Klarenthal bij Wiesbaden.

### Conflict met haar broer
Maria kwam in conflict met haar broer Johan IV. Zij diende een klacht tegen haar broer in bij keizer Frederik III wegens het met geweld afhandig maken van haar erfenis en goederen. Op 14 oktober 1463 benoemde de keizer abt Reinhard van Fulda tot zijn gevolmachtigde en gaf hem de opdracht om namens hem beide partijen voor een terechtzitting op te roepen, hen te verhoren en vonnis te wijzen. De abt kon – indien van toepassing – getuigen verhoren en – indien nodig – deze getuigen met straf bedreigen om van hen een verklaring af te dwingen, alsook bij verstek van een van de partijen de procedure in alle opzichten uitvoeren. De abt dagvaardde Johan bij brief van 17 augustus 1464 om 45 dagen later in Salmünster voor hem te verschijnen. Johan ontving deze dagvaarding op 2 september 1464 te Vianden uit handen van de servus et nuncius van de abt.
De uitspraak van de abt is onbekend, eveneens wat er daarna precies gebeurd is. Op 7 juli 1465 deelde de keizer Maria namelijk mee dat Johan appel had ingesteld tegen de voor hem ongunstige uitspraak door aartsbisschop Johan II van Trier, en riep haar op om voor hem te verschijnen op de 45e dag na ontvangst van deze dagvaarding of de eerste dag van de daaropvolgende rechtbank en deelde haar mee dat, zelfs als zij niet verscheen, het proces zou plaatsvinden.
Wat er daarna is gebeurd, is eveneens onduidelijk. Wel is bekend dat de keizer Johan dagvaardde voor de beslechting van de erfenisgeschillen met zijn zuster, omdat Maria op 9 februari 1467 gevolmachtigden voor het proces aanwees. Dat is het laatste bewaard gebleven bericht over het geschil.

## Grafmonument

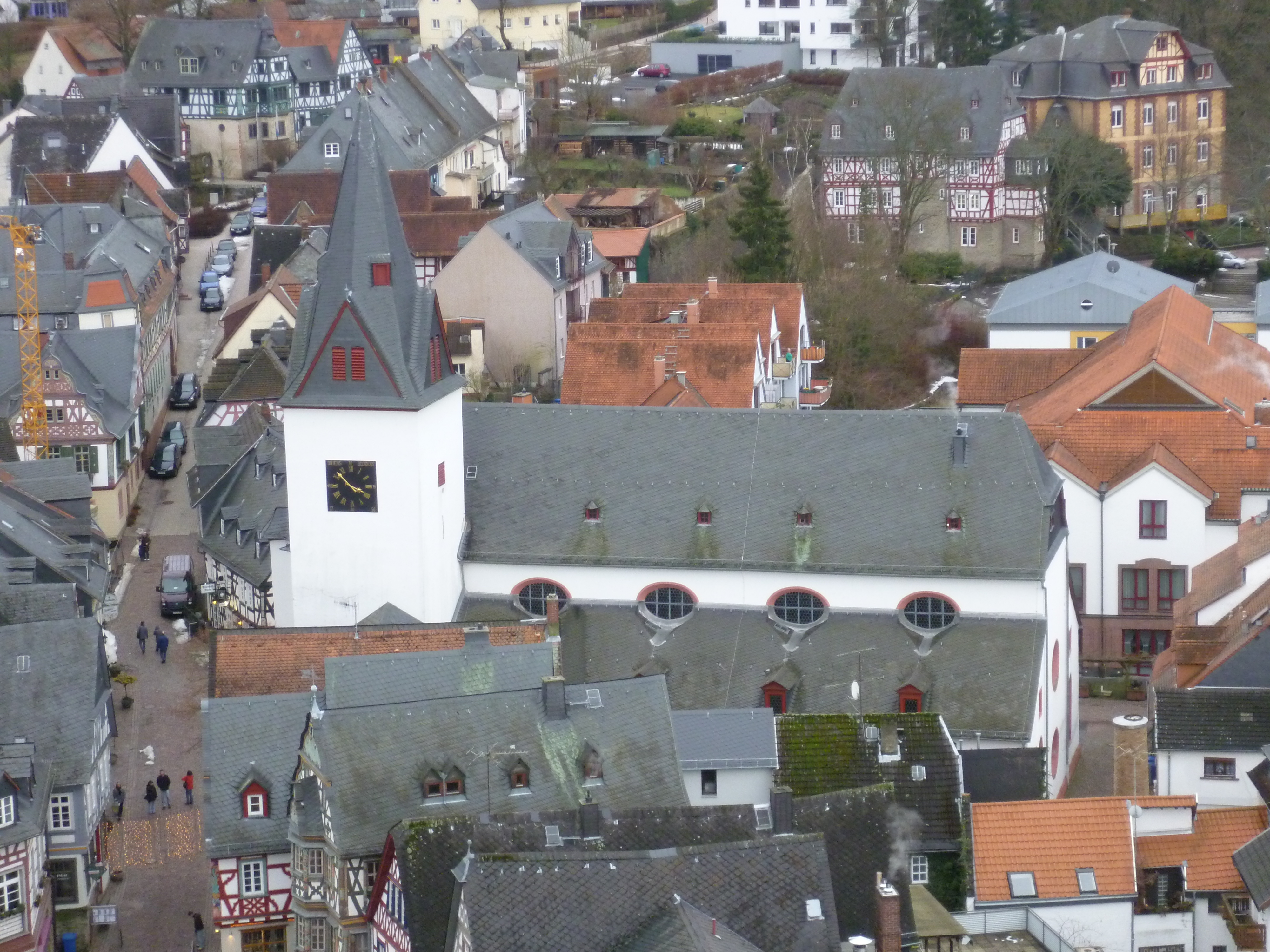
De Uniekerk te Idstein

Maria overleed op 11 oktober 1472. Ze werd begraven in de Uniekerk te Idstein. Het eens in het ridderkoor geplaatste voor Maria en Johan gemaakte grafmonument, dat waarschijnlijk bij de verbouwing van de kerk na 1660 is verdwenen, toonde het naast elkaar staande echtpaar. Johan droeg het voor die tijd typische harnas en een rozenkrans in plaats van een zwaard en ook nog een stormlans. Rechts naast hem was Maria in een lang gewaad, mantel, sluier en met de rozenkrans in haar handen afgebeeld. Aan de voeten van beide figuren waren hun wapenschilden, aan de hoofden de helmtekens aangebracht. Aan de rand van het monument stond de inscriptie: “+ Anno d(omi)ni m cccc Ixxii / die ii me(n)s(i)s octobris o(biit) G(e)n(er)osa d(omi)na maria ac nassawe comitissa i(n) nassawe / c(uius) a(n)i(m)a req(ui)escat i(n) pace. Anno d(omi)ni m cccc / Ixxx die me(n)s(i)s ix may o(biit) nobil(is) ac gen(er)os(us) d(omi)n(us) Joh(anne)s Comes i(n) nassau d(omi)n(u)s i(n) Itstein et i(n) Wisbaden / cui(us) a(n)i(m)a req(ui)escat i(n) pace”. Van het grafmonument resteert nog slechts een tekening van Heinrich Dors uit zijn in 1632 gepubliceerde Epitaphienbuch.

## Voorouders
| Voorouders van Maria van Nassau-Siegen | Voorouders van Maria van Nassau-Siegen                                                                    | Voorouders van Maria van Nassau-Siegen                                                 | Voorouders van Maria van Nassau-Siegen                                                 | Voorouders van Maria van Nassau-Siegen                                                    | Voorouders van Maria van Nassau-Siegen                                                 | Voorouders van Maria van Nassau-Siegen                                                 | Voorouders van Maria van Nassau-Siegen                                                 | Voorouders van Maria van Nassau-Siegen                                                 |
| -------------------------------------- | --- | -------------------------------------------------------------------------------------- | -------------------------------------------------------------------------------------- | ----------------------------------------------------------------------------------------- | -------------------------------------------------------------------------------------- | -------------------------------------------------------------------------------------- | -------------------------------------------------------------------------------------- | -------------------------------------------------------------------------------------- |
| Betovergrootouders                     | Hendrik I van Nassau-Siegen (ca. 1270–1343) ⚭ vóór 1302 Adelheid van Heinsberg en Blankenberg (?–na 1343) | Filips II van Vianden (?–1315/16) ⚭ Adelheid van Arnsberg (?–?)                        | Engelbrecht II van der Mark (?–1328) ⚭ 1299 Mechtild van Arberg (?–1367)               | Diederik VII van Kleef (1291–1347) ⚭ 1308 Margaretha van Gelre en Zutphen (ca. 1290–1331) | Jan I van Polanen (?–1342) ⚭ Catharina van Brederode (1312/16–1372)                    | Willem VI van Horne (?–1343) ⚭ 1315 Oda van Putten en Strijen (?–na 1327)              | Simon I van Salm (?–1346) ⚭ 1334 Mathilde van Saarbrücken (?–na 1354)                  | Jan van Valkenburg (?–1356) ⚭ Maria van Herpen (?–na 1327)                             |
| Overgrootouders                        | Otto II van Nassau-Siegen (ca. 1305–1350/51) ⚭ 1331 Adelheid van Vianden (?–1376)                         | Otto II van Nassau-Siegen (ca. 1305–1350/51) ⚭ 1331 Adelheid van Vianden (?–1376)      | Adolf II van der Mark (?–1347) ⚭ 1332 Margaretha van Kleef (?–na 1348)                 | Adolf II van der Mark (?–1347) ⚭ 1332 Margaretha van Kleef (?–na 1348)                    | Jan II van Polanen (?–1378) ⚭ 1348 Oda van Horne (?–vóór 1353)                         | Jan II van Polanen (?–1378) ⚭ 1348 Oda van Horne (?–vóór 1353)                         | Johan II van Salm (?–na 1400) ⚭ na 1355 Philippa van Valkenburg (?–?)                  | Johan II van Salm (?–na 1400) ⚭ na 1355 Philippa van Valkenburg (?–?)                  |
| Grootouders                            | Johan I van Nassau-Siegen (ca. 1339–1416) ⚭ 1357 Margaretha van der Mark (?–1409)                         | Johan I van Nassau-Siegen (ca. 1339–1416) ⚭ 1357 Margaretha van der Mark (?–1409)      | Johan I van Nassau-Siegen (ca. 1339–1416) ⚭ 1357 Margaretha van der Mark (?–1409)      | Johan I van Nassau-Siegen (ca. 1339–1416) ⚭ 1357 Margaretha van der Mark (?–1409)         | Jan III van Polanen (?–1394) ⚭ 1390 Odilia van Salm (?–1428)                           | Jan III van Polanen (?–1394) ⚭ 1390 Odilia van Salm (?–1428)                           | Jan III van Polanen (?–1394) ⚭ 1390 Odilia van Salm (?–1428)                           | Jan III van Polanen (?–1394) ⚭ 1390 Odilia van Salm (?–1428)                           |
| Ouders                                 | Engelbrecht I van Nassau-Siegen (ca. 1370–1442) ⚭ 1403 Johanna van Polanen (1392–1445)                    | Engelbrecht I van Nassau-Siegen (ca. 1370–1442) ⚭ 1403 Johanna van Polanen (1392–1445) | Engelbrecht I van Nassau-Siegen (ca. 1370–1442) ⚭ 1403 Johanna van Polanen (1392–1445) | Engelbrecht I van Nassau-Siegen (ca. 1370–1442) ⚭ 1403 Johanna van Polanen (1392–1445)    | Engelbrecht I van Nassau-Siegen (ca. 1370–1442) ⚭ 1403 Johanna van Polanen (1392–1445) | Engelbrecht I van Nassau-Siegen (ca. 1370–1442) ⚭ 1403 Johanna van Polanen (1392–1445) | Engelbrecht I van Nassau-Siegen (ca. 1370–1442) ⚭ 1403 Johanna van Polanen (1392–1445) | Engelbrecht I van Nassau-Siegen (ca. 1370–1442) ⚭ 1403 Johanna van Polanen (1392–1445) |